# Samsung Galaxy Note 10

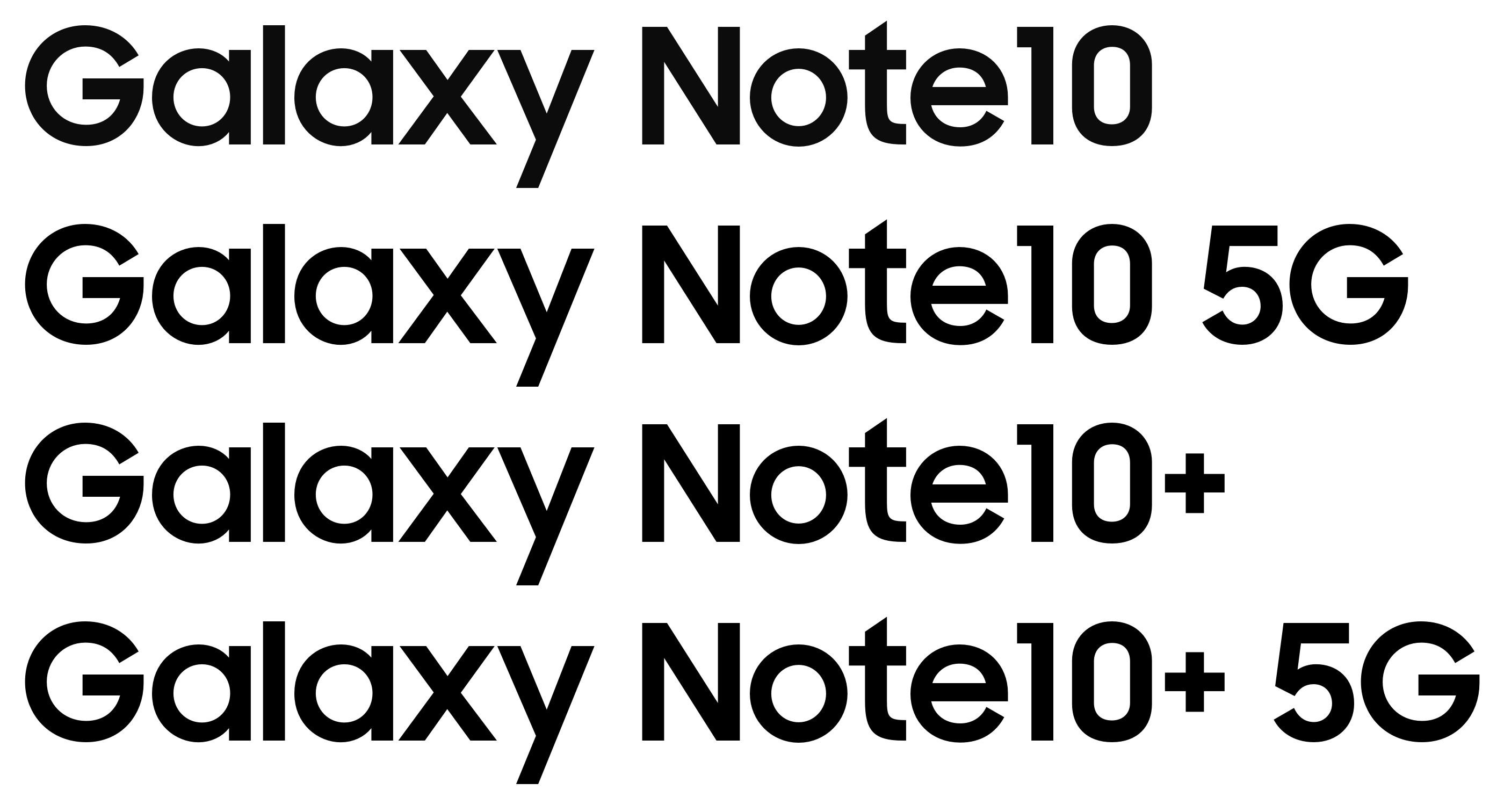
Логотипы

Samsung Galaxy Note 10 (стилизованный под Samsung Galaxy Note10) — это линейка фаблетов на базе Android, разработанных, произведенных и продаваемых Samsung Electronics как часть серии Samsung Galaxy Note. Они были представлены 7 августа 2019 года как преемники Samsung Galaxy Note 9. Подробности о фаблетах широко просочились за несколько месяцев до анонса фаблетов. Серия получила в основном положительные отзывы.
В 2020 году был представлен вариант среднего класса Galaxy Note 10 Lite с меньшими характеристиками и функциями.

## Характеристики

### Аппаратное обеспечение

#### Дисплеи
Линейка Galaxy Note 10 состоит из двух моделей с различными аппаратными характеристиками; Note 10 / Note 10 5G оснащены 6,3-дюймовыми дисплеями с разрешением 1080p (Note 10+ / Note 10+ 5G с 6,8-дюймовыми дисплеями с разрешением 1440p) «Dynamic AMOLED» с поддержкой HDR10+ и технологией «динамического отображения тонов» соответственно. Дисплеи имеют изогнутые стороны, которые наклоняются над горизонтальными краями устройства. Фаблет также имеет соотношение сторон 19:9. Фронтальные камеры занимают закругленный вырез в верхней части дисплея, и во всех моделях используется ультразвуковой сканер отпечатков пальцев, встроенный в экран.

#### Хранилище и чипсеты
Международные модели Note 10 используют систему на кристалле Exynos 9825, а модели для США, Южной Америки (кроме Бразилии) и Китая используют Qualcomm Snapdragon 855. Все модели продаются с 256 ГБ встроенной универсальной флэш-памяти 3.0, при этом Note 10+ и Note 10+ 5G также продаются в модели на 512 ГБ и предлагают расширяемое хранилище с помощью карты microSD.

#### Батареи
Они соответственно содержат не подлежащие замене пользователем литий-ионные батареи емкостью 3500 и 4300 мАч, причем оба варианта поддерживают сверхбыструю зарядку мощностью 25 Вт, в то время как Note 10+ также поддерживает сверхбыструю зарядку мощностью 45 Вт 2.0, индуктивную зарядку Qi и возможность заряжать другие Qi-совместимые устройства от их аккумуляторов.
Устройство совместимо с USB PD 3.0.

#### Внешний вид
Note 10 и Note 10+ — первые массовые смартфоны Samsung, в которых отсутствует 3.5-мм разъем для наушников, который вызвал критику Samsung за то, что он высмеивал отсутствие разъема для наушников в iPhone 7 на программном выступлении Galaxy Note 7 в августе 2016 года. Кнопка включения режима сна/пробуждения, которая раньше находилась на правой стороне телефона, была удалена и объединена с кнопкой Bixby на левой стороне телефона. Были добавлены новые настройки, которые позволяют переназначить кнопку как кнопку питания или кнопку Bixby. И это второй раз, когда Samsung удалила датчик сердечного ритма после Galaxy S10 (Galaxy S10e и S10 5G), потому что он редко использовался пользователями. Впервые в устройствах Samsung со времен оригинального Galaxy S (2010 г.) камера была размещена в углу, как в iPhone серии X/XS/XR/11.
В январе 2020 года был выпущен Note 10 Lite. Это средний вариант Note 10, содержащий те же камеры, что и основной вариант. Он имеет 128 ГБ памяти, 6,7-дюймовый экран «Super AMOLED» 1080p на металлической рамке, аккумулятор емкостью 4500 мАч и питается от Exynos 9810. В этом варианте отсутствует функция беспроводной зарядки и стереодинамики, но сохраняется мощность 25 Вт. Сверхбыстрая зарядка основной серии, а также разъем для наушников. Однако в Note 10 Lite отсутствует датчик барометра, который присутствует на флагманах Samsung Galaxy с 2012 года.

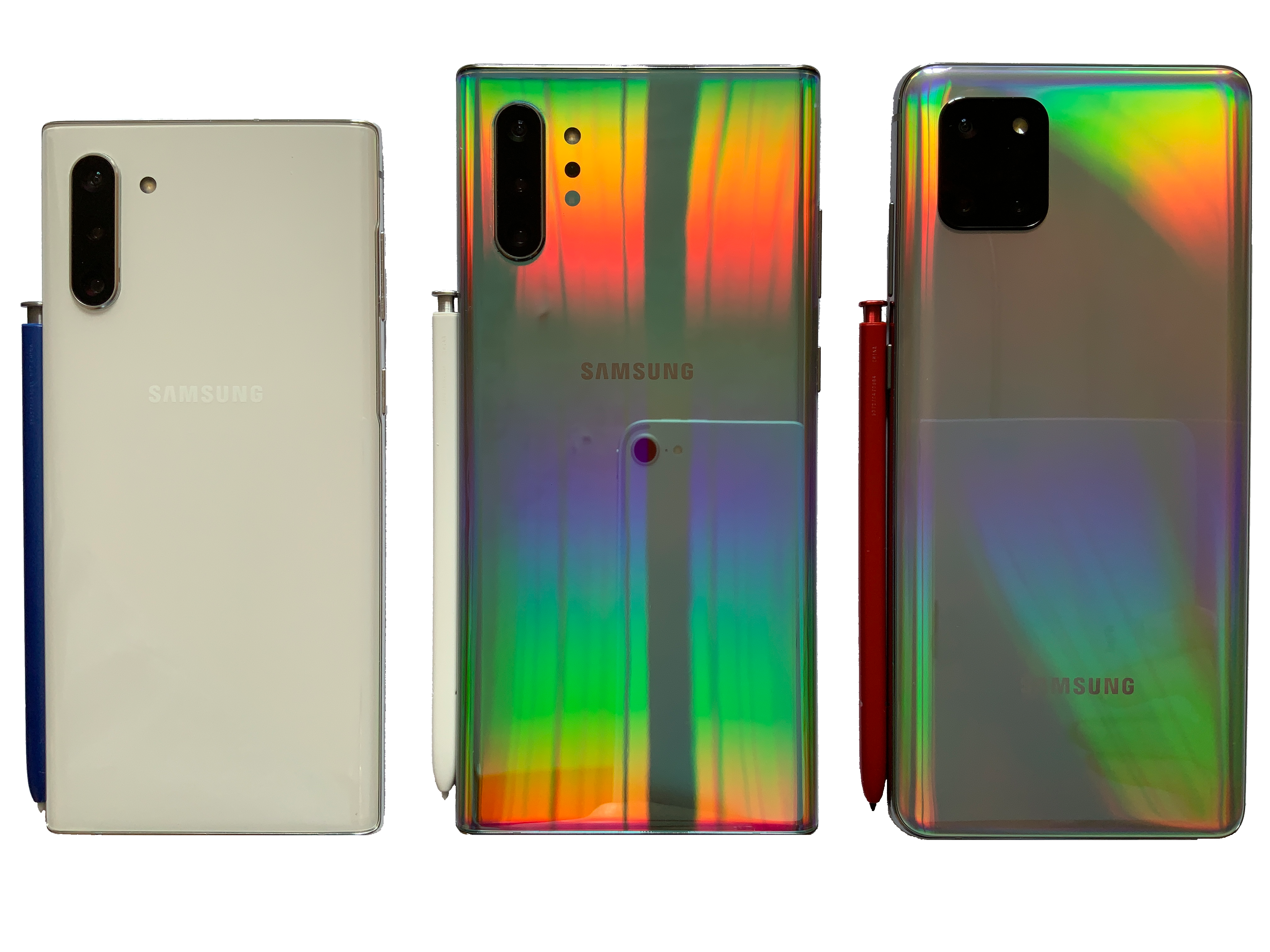
Вид сзади

#### Камеры
Серия Note 10 оснащена многообъективной задней камерой с технологией Samsung Scene Optimizer. Он оснащен 12-мегапиксельным широкоугольным объективом с двойной апертурой, 12-мегапиксельным телеобъективом и 16-мегапиксельным сверхширокоугольным объективом, а Note 10+/ Note 10+ 5G имеет дополнительную камеру VGA Depth Vision, позволяющую Трехмерное AR-сопоставление. Фронтальная камера на всех моделях состоит из 10-мегапиксельного объектива с отверстием в верхней центральной части дисплея. Программное обеспечение камеры включает новую функцию «Предложение снимков» для помощи пользователям, «Художественные живые фильтры», а также возможность публиковать сообщения непосредственно в постах и историях Instagram. Он также содержит функцию «Оптимизатор сцены» из предыдущих телефонов Samsung, которая автоматически настраивает параметры камеры в зависимости от различных сцен. Оба набора камер поддерживают запись видео 4K/60 FPS и HDR10+ с улучшенной стабилизацией видео. Существует также функция Live Focus Video, позволяющая пользователям захватывать фон с эффектом боке в видео, как и в портретном режиме.

#### S-Pen
S-Pen также претерпел заметные изменения по сравнению с Note 9. Перо представляет собой один кусок пластика, а не два, как в Note 9, и поддерживает более продвинутые Air Actions, которые позволяют пользователям удаленно управлять фаблетом с помощью пера. Это включает в себя изменение настроек камеры и удаленный экспорт рукописного текста в Microsoft Word. S-Pen также поставляется с дополнительными наконечниками для замены в коробке.

### Программное обеспечение
Линейка Note 10 поставляется с Android 9.0 Pie с оболочкой One UI от Samsung. затем состоялось обновление до Android 10 в начале 2020 года, до Android 11 в конце 2021 года и до 12-й версии ОС в конце 2022 года. Основным элементом дизайна One UI является намеренное изменение положения ключевых элементов пользовательского интерфейса в стандартных приложениях для повышения удобства использования на больших экранах. Многие приложения содержат большие заголовки, которые смещают начало содержимого к центру экрана, в то время как элементы управления навигацией и другие подсказки часто отображаются в нижней части экрана. В марте 2023 года телефоны уже не получили обновление до Android 13.0.